# Almine Rech
Almine Rech est une galeriste française. Spécialisée dans l'art contemporain, elle a ouvert des galeries successivement à Paris, Bruxelles, Londres et New York.

## Biographie
Fille de Georges Rech, styliste français, et de mère vietnamienne, Almine Rech grandit entre Paris et la Suisse.
En 1989, dans le quartier du Marais, elle ouvre sa première galerie en collaboration avec Cyrille Putman. Elle poursuit avec un noyau d'artistes tels que John McCracken, Joseph Kosuth et James Turrell avec qui elle va continuer de travailler dans sa propre galerie, ouverte en 1997 à Paris, dans le 13e arrondissement,.
En 2002, avec son mari Bernard Picasso, elle crée la Fundación Almine y Bernard Ruiz-Picasso para el Arte (FABA), une fondation de droit espagnol qui s'occupe d'étudier l'œuvre de Picasso, mais aussi d'appuyer des actions dans le domaine des arts.
À partir de 2013, le nouveau siège parisien s'installe au 64 rue de Turenne. Alors que le groupe d'artistes représentés par la Galerie Almine Rech s'agrandit, d'autres espaces d'exposition sont ouverts en 2008 à Bruxelles et en 2014 à Londres. En  2016, son fils et bras droit, Paul de Froment, ouvre une galerie à New York, avec une exposition d'inauguration intitulée « Calder and Picasso ». En juillet 2019, elle ouvre son cinquième espace à Shanghai. En janvier 2021, Almine Rech ouvre un deuxième espace parisien au 18 avenue Matignon, dans le 8e arrondissement, avec une exposition inaugurale de Kenny Scharf.
Depuis le tout début, la galerie Almine Rech se caractérise par son intérêt vers l'art conceptuel et l'art minimal. Les premières expositions étant dédiées à d'artistes tels que James Turrell, John McCracken. Elle poursuit un travail d'accompagnement d'artistes établis, tels que Jannis Kounellis, Joel Shapiro et Turi Simeti, Julian Schnabel, Richard Prince ou encore Jeff Koons, en même temps que des jeunes et émergents.

## Artistes représentés par la galerie
La galerie Almine Rech travaille avec environ une cinquantaine d'artistes au niveau international dont John M. Armleder, Joe Bradley, Günther Förg, John Giorno, Alex Israel, Jeff Koons, Joseph Kosuth, Jannis Kounellis, Alexandre Lenoir, John McCracken, Richard Prince, Julian Schnabel, Turi Simeti, Taryn Simon, Ida Tursic & Wilfried Mille, Claire Tabouret, James Turrell, DeWain Valentine, Brent Wadden, Franz West, Sylvie Fleury, Jean Miotte, Jean-Baptiste Bernadet.

## Décorations
- Officier de l'ordre des Arts et des Lettres (23 mars 2017[13]).
  - Chevalier le 7 mars 2010[14]